# 龐貝風格

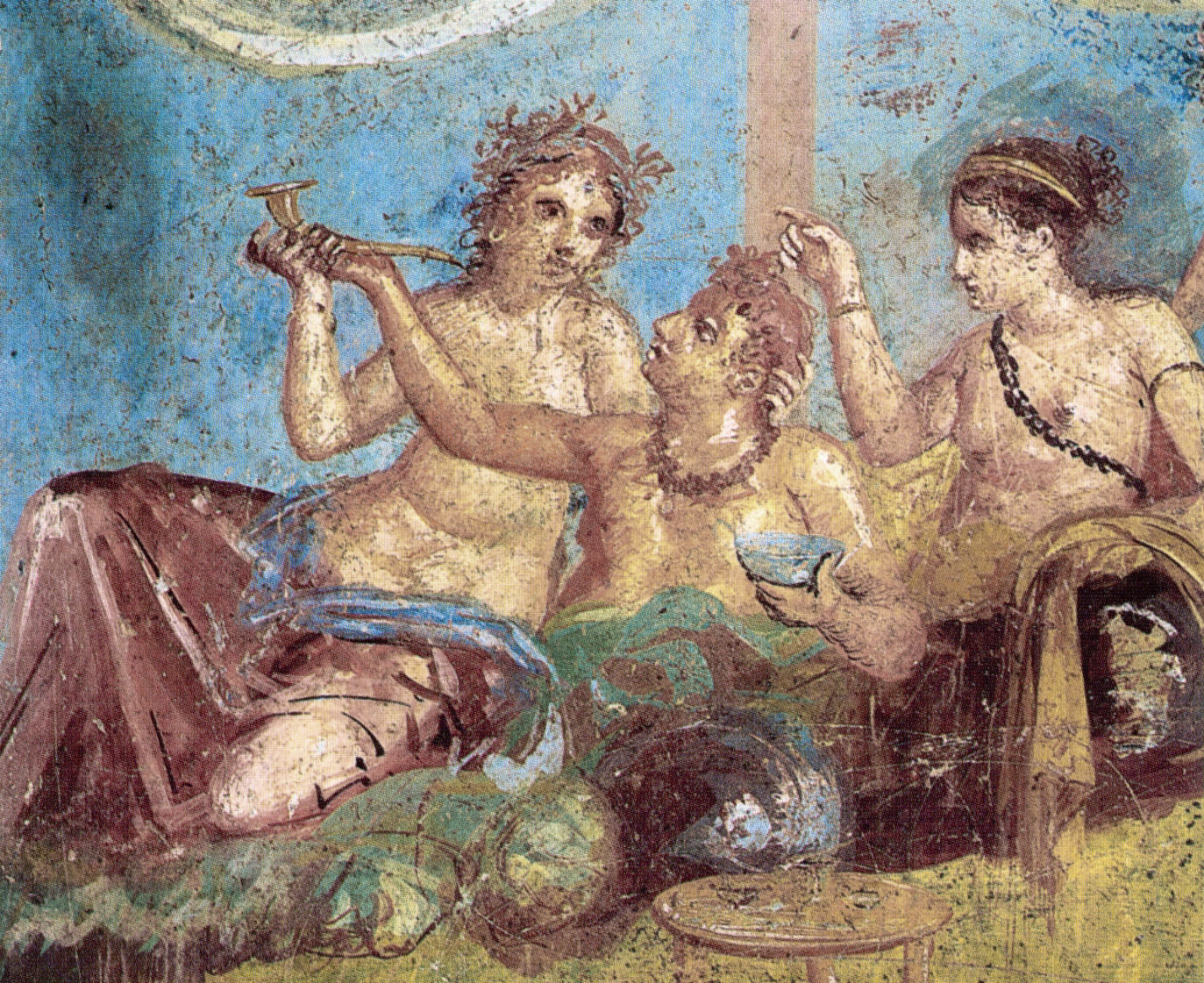
描繪宴會場景的羅馬濕壁畫，來自龐貝城情人之家（Casa dei Casti Amanti）

龐貝風格為對古羅馬壁畫區分的四個時期。最初是由德國考古學家奧古斯特·莫（August Mau）對1840年至1909年在龐貝城出土的壁畫所作的劃定和描述，這些壁畫是現存的最大宗的羅馬壁畫之一。
關於西元79年維蘇威火山爆發前的幾個世紀的室內裝飾，壁畫風格使藝術史學家得以劃分出其各個階段，維蘇威火山爆發既摧毀了城市，同時也保存了繪畫以及古羅馬藝術風格的轉變關系。風格主題在風格的傳承過程中會有所重疊。這些畫也反映了該地區的繁榮和當時的特殊品味。
已發現的羅馬壁畫主要有四種風格：「鑲嵌式」（Incrustation）、「建築式」（Architectural）、「裝潢式」（Ornamental）和「複雜式」（Intricate）。每種風格皆獨一無二，但緊隨第一風格之後的風格都保有前一種風格的特徵。所有原畫都創作於維蘇威火山爆發之前，前兩種風格（鑲嵌式和建築式）是共和國時期的作品（與希臘化希臘壁畫有關），後兩種風格（裝潢式和複雜式）則是出自帝國時期。
這些壁畫的主要目的是為了減少羅馬房間內部的幽閉感，這些房間沒有窗戶，十分昏暗。充滿色彩和生命力的繪畫讓室內顯得更加明亮，感覺更加寬敞。

## 歷史
羅馬壁畫是一種獨特的藝術作品，在許多羅馬都市和義大利農村的私人住宅中都能找到。
在公元前一世紀，羅馬的牆壁上有不同的繪畫裝飾。這些畫從寫實到印象派藝術作品都有。靈感來自神話、風景和其他興趣。通常情況下，繪畫是在熟石膏上創作的，待其乾燥後塗上顏料，也被稱為濕壁畫。壁畫由一到三層砂漿和一到三層石灰和大理石混合而成。今日發現的許多繪畫都是在拿坡里灣附近發現的，那裡是維蘇威火山噴發的地區。這些繪畫包含了對該地區在火山大爆發之前的生活的描繪，大爆發摧毀了大部分農村和龐貝、赫庫蘭尼姆等城市。
壁畫不僅用於裝飾，還用於房屋周圍的其他重要功能，如為客人提供指南和為公眾提供社會導向。繪畫的類型和完成繪畫所使用的資源表明了住戶的社會地位。

## 第一風格：鑲嵌式

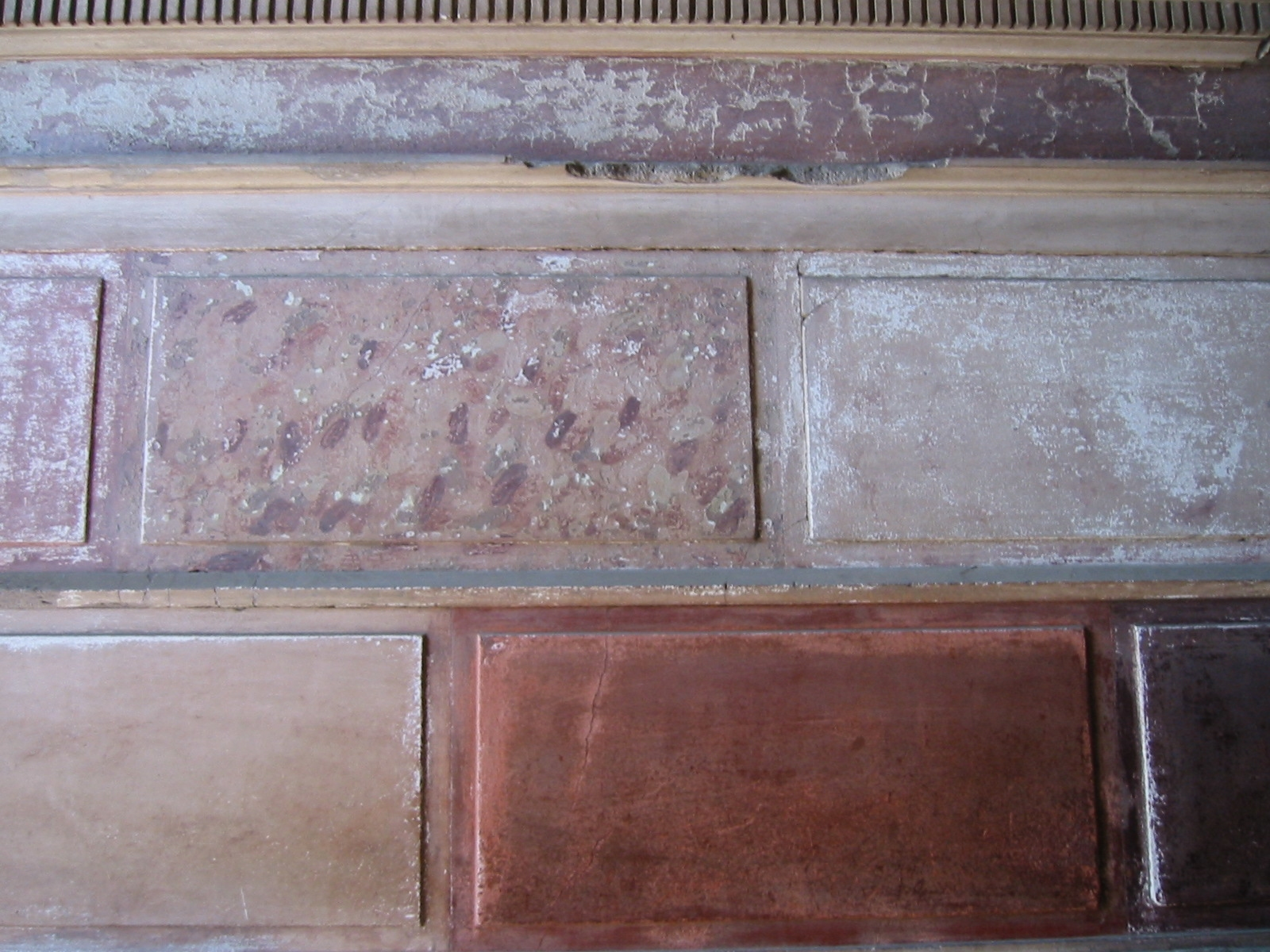
第一風格的壁畫，來自埃爾科拉諾

第一風格，也被稱為結構式（structural style）、鑲嵌式（incrustation style）或磚石式（masonry style），西元前200年至西元前80年最為流行。其特點為模擬大理石的視覺陷阱（大理石飾面）。這種看起來像大理石的外觀是使用灰泥線腳（stucco moldings）獲得，它使部分牆面看起來凸起。其他模擬元素（例如懸掛在垂直線上的雪花石膏圓盤、黃色的「木」梁和白色的「柱子」和「簷口」）以及鮮豔色彩的使用，被視為財富的標志。不夠富有的人主要使用黃色、紫色和粉色的變化。
這種風格是仿自近東的托勒密宮殿，該宮殿的牆上鑲著真正的石頭和大理石，同時也反映出此時期羅馬與其他希臘和希臘化國家來往及征服所帶來的希臘化文化傳播。另外還發現了摹繪希臘繪畫的壁畫。這種風格將牆面分割成多樣多色的圖案，取代了極其昂貴的砌石。第一風格也與其它風格一同裝飾較低的牆段，這些牆段不如較高的牆段這麼常被看見。
這方面的例子包括赫庫蘭尼姆的薩姆尼特之家（西元前2世紀末），或龐貝的農牧神之家和薩魯斯特之家的壁畫。

## 第二風格：建築式

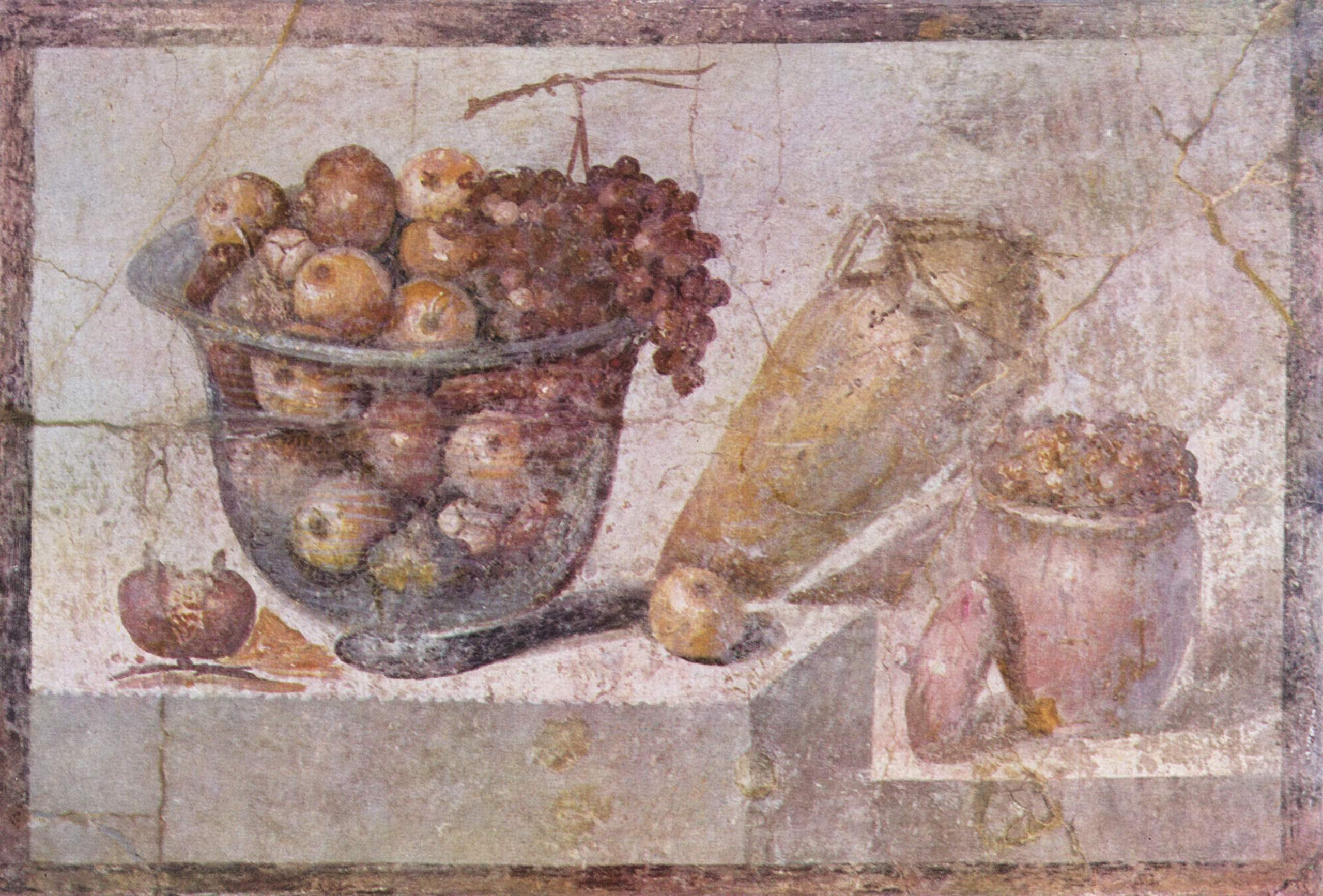
第二風格的静物畫。朱莉婭·菲利克斯之家（House of Julia Felix）的壁畫，龐貝城

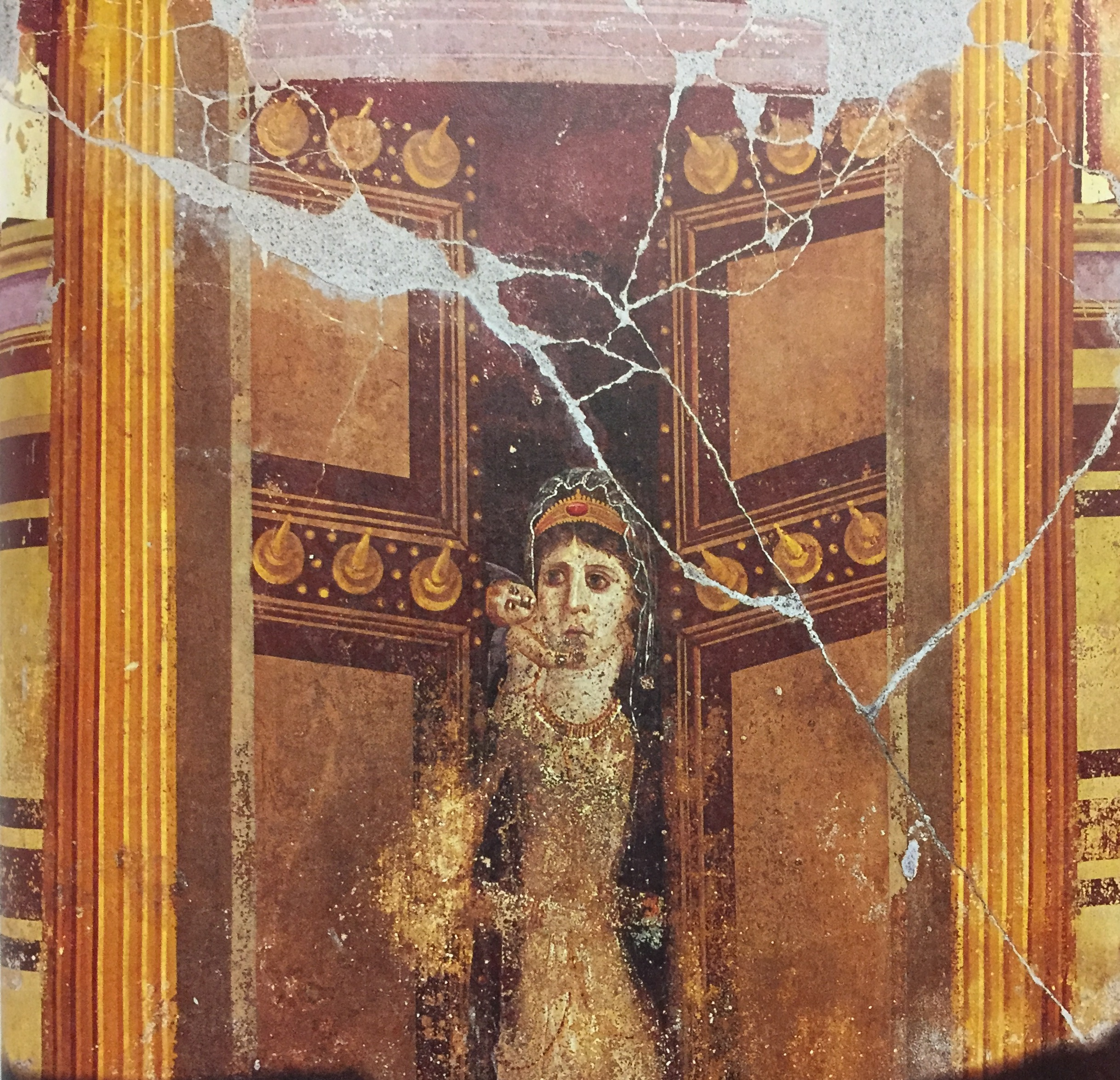
義大利龐貝城馬庫斯·法比烏斯·魯弗斯之家的第二風格繪畫，克麗奧佩脫拉七世被描繪為维纳斯，她的兒子凱撒里昂則被描繪為丘比特，西元前1世紀中葉

第二風格為建築式，或稱「錯覺藝術手法」（illusionism）在西元前1世紀居主導地位，那裡的牆壁裝飾著建築特色和視覺陷阱構圖。這種風格的元素在早期讓人想起第一風格，但這慢慢開始被一個又一個元素所取代。此技術包括用於冒充三維實體的突出元素，例如柱子會將牆壁空間劃分成不同區域，這是羅馬人廣泛使用的一種方法。
第二風格的圖案維持了摹仿大理石塊的用途。這些石塊通常沿著牆的底部排列，而實際上圖案是創作在平坦的石膏上。然而，許多這種風格的繪畫都涉及假想場景的錯覺。畫家們想讓觀眾產生一種錯覺，以為正透過窗戶看著被描繪的風景。他們還加入現實生活中常見的物品，如花瓶和架子，以及似乎伸出牆外的物品。這種風格的目的在於讓觀眾感覺畫中的情節就發生在他們周圍。
此風格的特點是使用相對透視法來創造壁畫的視覺陷阱（並非使用精確的線性透視法，線性透視法涉及數學概念和科學比例，就像文藝復興時期那樣）。壁畫的畫面被愛奧尼柱式或舞台平台等彩繪的建築特徵推進牆內，抵消了羅馬房屋狹小無窗的房間所帶來的幽閉性。
西元前90年左右，第一風格開始引入影像和風景，並從西元前70年開始發展，同時伴隨著錯覺和建築的動機。裝飾必須儘可能給人景深感。對影像的模仿首先出現在較高的部分，然後（西元前50年後）出現在風景畫的背景中，為神話故事、戲劇面具或裝飾提供了舞臺。
這種風格在奧古斯都統治時期不斷發展，虛構的建築式元素為繪畫藝術創作開闢了廣闊的空間。一種受舞台布景啟發的結構被開發出來，即一個較大的中央畫面被兩側較小的畫面所包圍著。在這種風格中，錯覺手法的趨勢持續存在，以繪畫的建築式元素或場景來「打破」牆面。景觀元素最終佔據了整個牆面，沒有圖框裝置，所以在觀眾眼中，就好像只是從房間向外看到真實的場景。基本上，更發達的第二風格與第一風格相對立，目標是打破牆壁，展示自然和外部世界的景象，而不是約束和補強牆壁。成熟第二風格的深度表現大部分來自於空氣透視的使用，它使更遠處物體的外觀變得模糊。因此，前景相當精確，而背景則有些不明確的紫色、藍色和灰色。例如莉薇婭別墅的壁畫《花園》。
在第二風格作品之中，最受認可和最獨特的代表作品之一是神秘別墅中的戴歐尼修斯秘儀圖雕帶。這部作品描繪的是酒神崇拜，該崇拜主要由女性組成，然而場景卻描繪了一個男孩。
這種風格尤其是從西元前40年代開始流行，到西元前最後幾十年開始衰落。例子包括伯斯科雷阿萊別墅（約西元前40年）、羅馬城的奧古斯都之家（西元前27年到西元14年）的建築式繪畫。

## 第三風格：裝潢式

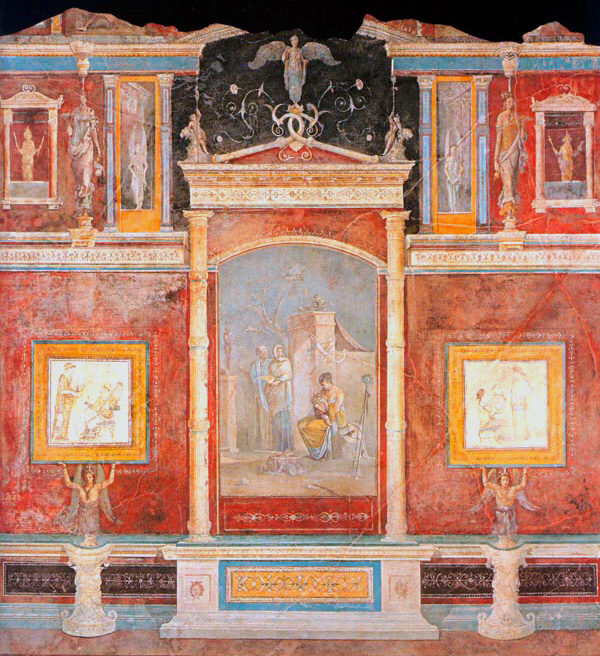
第三風格的壁畫，來自特拉斯提弗列的法爾內西納之家（Casa della Farnesina）

第三風格為裝潢式，在西元前20-10年左右流行，作為對前一時期艱苦生活的反應。 它為更具象徵性和色彩豐富的裝飾留出了空間，整體上更具觀賞性，且在實行上往往表現出極佳的技巧。這種風格通常以簡單優雅著稱。
裝潢式的主要特點是擺脫了錯覺手段，不過這些手段（連同人物描繪）之後又悄悄返回這種風格。它嚴格遵守由中心元素決定的對稱規則，將牆面分為3個水平區域和3至5個垂直區域。垂直區域會被幾何圖案或成份，或在燭台周圍懸掛細長的葉子柱分割開來。在這種特殊的風格中，更多的牆面空間被留為淺色而未設計。設計往往是以小型的、樸素的圖案或場景出現，如燭台或有凹槽的附加物。精緻的鳥類或半幻想式的動物圖案出現在背景中。植物和具有埃及特色的動物經常被引入，這是在奧古斯都於公元前30年擊敗克麗奧佩脫拉併吞埃及後，羅馬藝術所掀起的埃及熱（Egyptomania）的一部分。
這些畫用精美的線性幻想故事裝飾，主要是單色的，取代了第二風格的立體世界。這種風格還包括類似於在博斯科特雷卡塞（約公元前10年）的阿格里帕·波斯杜姆斯別墅的15號臥室（約公元前10年）中發現的繪畫。這些畫包括精緻的建築框架，覆蓋在空白的單色背景上，只有小場景位於中央，就像微小的漂浮景觀。黑色、紅色和黃色於此時期繼續被使用，但在綠色和藍色的使用上，變得比以往的風格更加突出。
在羅馬發現該風格持續至西元40年，在龐貝地區則持續至西元60年。

## 第四風格：複雜式

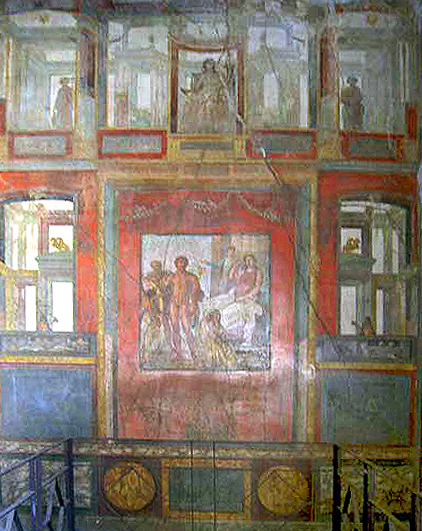
第四風格的壁畫，來自維提之家

第四風格壁畫（西元60-79年）的特點是對第三風格矯飾主義的巴洛克式抗拒，通常不像第三風格那樣純粹用於觀賞。然而這種風格更加複雜，它恢復了大規模的敘述性繪畫和全景視野，同時保留了第二風格和第一風格的建築細節。在儒略-克勞狄時期（約西元20-54年），一種類似紡織品的質感佔據主導地位，卷鬚似乎連結了所有牆上的元素。色調再度變得溫暖，用於描繪來自神話、風景和其他圖像的場景。
複雜式繪畫顯得更加眼花繚亂，用到整面牆來完成。牆面的整體感覺一般像是由有鑲框的鑲嵌畫所組成。這些牆的下部區域傾向於由第一風格組成。牆面上還使用了帶有花卉圖案的面板。一個第四風格的典型例子是龐貝維提之家的伊克西翁房間。第四風格最大的貢獻之一是推進帶有強烈空間感和光線感的靜物畫之發展，陰影在羅馬靜物畫中十分重要，這種風格直到17、18世紀才真正出現在荷蘭和英國的裝飾中。

## 火山噴發後的繪畫
這四種壁畫風格皆形成於公元79年維蘇威火山爆發之前。雖然許多羅馬壁畫的例子仍能夠從火山爆發中保存下來，但之後再也沒有新的壁畫風格形成。人們持續用這些繪畫來裝飾他們的家，但從未形成任何新的風格；取而代之的是，在畫家們之間所使用的是四種風格的組合。人們對這些技術進行了改進，如在牆基上加了一塊鉛板，以防止濕氣破壞藝術品，並使用大理石粉來產生更有光澤的表面。

## 引文
1. 1 2  Connor, Michael J. . www.accla.org.   [2022-01-05]. （原始内容存档于2019-07-30）.
2. 1 2 3 4 5 6  ninamil7. . depts.washington.edu. 2005-11-14  [2020-03-20]. （原始内容存档于2016-03-04）.
3. 1 2 3 4 5  . www.metmuseum.org. Department of Greek and Roman Art, The Metropolitan Museum of Art. October 2004  [20 March 2020]. （原始内容存档于2019-11-19）.
4. 1 2  Cartwright, Mark. . World History Encyclopedia. August 11, 2013  [20 March 2020]. （原始内容存档于2022-10-01）.
5. 1 2 3 4 5 6  Ambler, Jessica. . Khan Academy.   [2022-01-05]. （原始内容存档于2021-10-28）.
6. ↑  Roller, Duane W., , Oxford: Oxford University Press, 2010, ISBN 978-0-19-536553-5.
7. ↑  Walker, Susan, , Papers of the British School at Rome, 2008, 76: 35–46; 345–8  [2022-01-05], JSTOR 40311128, doi:10.1017/S0068246200000404, （原始内容存档于2020-11-09）.
8. ↑  Ambler, Jessica. . Khan Academy.   [2022-01-05]. （原始内容存档于2021-10-28）.
9. ↑  . www.metmuseum.org. Department of Greek and Roman Art, The Metropolitan Museum of Art. 2004-10  [2020-03-20]. （原始内容存档于2019-11-19）.